# Літа молодії (фільм, 1958)
«Літа молодії» (рос. Годы молодые) — український радянський кольоровий музичний художній фільм знятий на Кіностудії Довженка у 1958 році режисером Олексієм Мішуріним. Фільм став лідером радянського кінопрокату 1959 року з 36.7 млн глядачів. У фільмі вперше лунає відома нині пісня Платона Майбороди на слова Андрія Малишка «Пісня про рушник» у виконанні Олександра Таранця. За музику до фільму Платон Майборода отримав Першу премію на Всесоюзному кінофестивалі в Києві (1959).
Кінопрокат стрічки у СРСР розпочався 9 березня 1959 року. Станом на 2020 оригінальне україномовне озвучення фільму досі не знайдено та не відновлене.

## Сюжет
Головна героїня фільму, Наталка, мріє скласти вступні іспити до театрального училища в Києві. Дорога в столицю виявилась непростою: Наталці довелося навіть їхати на даху вагона, переодягнувшись хлопчаком. Вона не одна, хто вирішив піти «в артисти»…

## У ролях
- Світлана Живанкова — Наталка Артеменко
- Валерій Рудой — Сергій
- Валентин Кулик — Володя
- Олександр Хвиля — Дніпров-Задунайський
- Олена Машкара — мати Наталчина
- Микола Яковченко — дядько Василь
- Андрій Сова — директор Палацу культури
- Георгій Склянський — Микола
- Дая Смирнова — абітурієнтка (епізод)

В епізодах: Г. Аладов, Людмила Алфимова, Іван Бондар, Г. Гненна, Валерія Драга, Ф. Дубровський, В. Зінов'єв, М. Іванова, Д. Кадников, А. Калабердин, І. Кузнович, Н. Муравйов, О. Ножкина, Лев Окрент, Микола Панасьєв, А. Старик, Сергій Сибель, Олександр Сумароков, А. Хор'яков, Ю. Цупко, Степан Шкурат

## Знімальна група
- Сценарист: Анатолій Шайкевич
- Режисер-постановник: Олексій Мішурін
- Оператор-постановник: Олексій Герасимов
- Режисер: Микола Сергеєв
- Текст пісень: Андрія Малишко
- Композитор: Платон Майборода
- Звукооператор: Софія Сергієнко
- Балетмейстер: Олександр Бердовський
- Художник-декоратор — Георгій Прокопець
- Художник по костюмах — Алла Чепурко
- Художники-гримери — А. Дубчак, Н. Зеленська
- Редактор: Олександр Перегуда
- Монтаж: Є. Герасимов
- Комбіновані зйомки:
  - оператор — Лев Штифанов
  - художник — Віктор Демінський
- Державний оркестр УРСР, диригент Євген Дущенко
- Директор картини: Н. Шаров

## Нагороди
- 1959 — 1-а премія композиторові Платону Майбороді на Всесоюзному кінофестивалі (у 1959 році проводився у Києві) за музику до фільму.[3]

## Відгуки кінокритиків
Після початку прокату фільму в Україні у 1959 році, українські кінокритики схвально відгукнулися про фільм; так, у часописі «Мистецтво» зазначалося, що «фільм приваблює щирим ліризмом і справжньою комедійною дотепністю, хоч сценарій його не відзначається особливою сюжетною оригінальністю».
Після закордонного релізу стрічки у США у 1961 році дистриб'ютором Sovexportfilm, тамтешні дистриб'ютори дали стрічці змішані відгуки.